# Tomomi Ōtaka
Tomomi Ōtaka (japanisch 大高 友美, Ōtaka Tomomi; * 21. November 1976 in Rumoi, Präfektur Hokkaidō) ist eine ehemalige japanische Biathletin und Skilangläuferin.
Tomomi Ōtaka lebt in Sapporo und startete für die „Winterkampfausbildungseinheit“ der Bodenselbstverteidigungsstreitkräfte. Im Skilanglauf startete, die von Sakae Murota trainierte Sportsoldatin der Selbstverteidigungsstreitkräfte, zu Beginn der Saison 1994/95 in Kiruna erstmals im Skilanglauf-Weltcup und belegte dabei den 36. Platz über 5 km klassisch. Bei den nordischen Skiweltmeisterschaften 1995 in Thunder Bay errang sie den 62. Platz über 5 km klassisch und den 58. Platz in der anschließenden Verfolgung. Im folgenden Jahr lief sie bei den Juniorenweltmeisterschaften in Asiago auf den 18. Platz über 5 km klassisch und auf den 15. Rang über 15 km Freistil. In der Saison 1996/97 holte sie in Hakuba mit dem 26. Platz in der Verfolgung und den 23. Rang über 5 km klassisch ihren ersten Weltcuppunkte. Bei der Winter-Universiade 1997 in Muju gewann sie Silber mit der Staffel und Gold über 10 km klassisch. Beim Saisonhöhepunkt, den nordischen Skiweltmeisterschaften 1997 in Trondheim, kam sie auf den 52. Platz in der Verfolgung, auf den 47. Rang über 5 km klassisch und auf den 15. Platz mit der Staffel. Zum Saisonende errang sie in Sunne mit dem 21. Platz im Sprint letztmals Weltcuppunkte und erreichte damit ihre beste Platzierung im Weltcupeinzel. Bei den Olympischen Winterspielen 1998 in Nagano belegte sie den 48. Platz in der Verfolgung, den 46. Rang über 5 km klassisch und den zehnten Platz mit der Staffel. Im selben Jahr wurde sie japanische Meisterin über 5 km klassisch. In der Saison 1998/99 wurde sie bei der Winter-Universiade 1999 in Štrbské Pleso Elfte in der Verfolgung und Sechste über 5 km klassisch. Ihre besten Platzierungen bei den nordischen Skiweltmeisterschaften 1999 in Ramsau am Dachstein waren der 46. Platz in der Verfolgung und der 12. Rang mit der Staffel. Bei den Olympischen Winterspielen 2002 in Salt Lake City belegte sie den 48. Platz über 10 km klassisch, den 47. Rang im Sprint und den 43. Platz über 30 km klassisch. Ihr letztes Weltcuprennen absolvierte sie im Dezember 2002 in Cogne, das sie auf dem 62. Platz im 15-km-Massenstartrennen beendete.
Ihr internationales Debüt im Biathlon hatte Ōtaka 2003 bei einem Europacuprennen in Ridnaun. Im Sprint belegte sie den 24. Platz. Im Biathlon-Weltcup startete sie erstmals ein Jahr später bei einem Sprint in Pokljuka, wo sie 72. wurde. Saisonhöhepunkt wurden die Biathlon-Weltmeisterschaften in Oberhof. Im Rahmen der Wettkämpfe schaffte sie ihre besten WM- und gleichzeitig auch Weltcupplatzierungen. Sowohl im Sprint als auch in der Verfolgung belegte sie 25. Plätze und sammelte erste Weltcuppunkte. Ein weiteres gutes Ergebnis hatte Ōtaka kurz nach der WM als Zweitplatzierte in einem Europacupsprint in Gurnigel hinter Irina Malgina. In Turin startete Ōtaka erstmals bei Olympischen Spielen. Sowohl im Einzel wie auch im Sprint belegte sie den 69. Platz.

## Biathlon-Weltcup-Platzierungen
Die Tabelle zeigt alle Platzierungen (je nach Austragungsjahr einschließlich Olympische Spiele und Weltmeisterschaften).
- 1.–3. Platz: Anzahl der Podiumsplatzierungen
- Top 10: Anzahl der Platzierungen unter den ersten zehn (einschließlich Podium)
- Punkteränge: Anzahl der Platzierungen innerhalb der Punkteränge (einschließlich Podium und Top 10)
- Starts: Anzahl gelaufener Rennen in der jeweiligen Disziplin

| Platzierung         | Einzel | Sprint | Verfolgung | Massenstart | Staffel | Gesamt |
| ------------------- | ------ | ------ | ---------- | ----------- | ------- | ------ |
| 1. Platz            |        |        |            |             |         |        |
| 2. Platz            |        |        |            |             |         |        |
| 3. Platz            |        |        |            |             |         |        |
| Top 10              |        |        |            |             | 2       | 2      |
| Punkteränge         |        | 1      | 1          |             | 10      | 12     |
| Starts              | 8      | 20     | 6          |             | 10      | 44     |
| Stand: Karriereende |        |        |            |             |         |        |